# Arriva
Arriva — британська транснаціональна компанія громадського транспорту зі штаб-квартирою в Сандерленді, Англія та належить Deutsche Bahn. 

Була заснована в 1938 році як «T Cowie Ltd.» і через низку злиттів і поглинань була переименована в «Arriva» в 1997 році і стала дочірньою компанією «Deutsche Bahn» в 2010 році. 
«Arriva» обслуговує автобуси, поїзди, трамваї та водні автобуси в 14 країн по всій Європі. 
Станом на вересень 2018 року в компанії працювало 61 845 осіб і здійснювалося 2,4 мільярда пасажирських поїздок на рік. 

Має три дивізіони: «Arriva UK Bus», «Arriva UK Trains» та «Mainland Europe». 

В 2019 році «Deutsche Bahn» оголосив, що хоче продати «Arriva», але у листопаді того ж року продаж було призупинено.

## Історія

### Заснування та ранні роки
В 1938 році сім'я Коуї заснувала бізнес (T Cowie Ltd) у Сандерленді на півночі Англії , щоб займатися продажем вживаних мотоциклів. 
Торгівля автомобілями почалася в 1960-х роках.
В 1965 році компанія стала публічною компанією і була розміщена на Лондонській фондовій біржі.
Лише в 1980 році група Джорджа Евера придбала «Grey-Green Coaches» у Лондоні. 
Подальше відбулосся поглинання автобусних компаній. 
Поглинання «British Bus Group plc» в 1996 році зробило компанію одним з провідних автобусних операторів у Великої Британії.
В 1997 році «Cowie Group» була остаточно перейменована на «Arriva». 

### Поглинання «Deutsche Bahn»
У березні 2010 року «Deutsche Bahn» оголосила публічну заявку на поглинання «Arriva» вартістю 2,8 мільярда євро 
. 
27 серпня 2010 року 

придбання було завершено та вилучено з Лондонської фондової біржі. 
З одного боку, діяльність у Німеччині (тепер вона працює під назвою Netinera) була продана консорціуму Trenitalia в рамках поглинання «Arriva». 

З іншого боку, попередні міжнародні пасажирські перевезення «DB» тепер були віднесені до «Arriva» (наприклад, «Chiltern Railways»).
Наприкінці 2011 року «Arriva» придбала «Grand Central» 

і продала свою автобусну компанію «Arriva Scotland West». 

У травні 2013 року «Arriva» придбала Центральноєвропейську компанію «Veolia Transport» із 3400 транспортними засобами. 

«Arriva» змінила свій логотип у січні 2018 року 
.
У березні 2019 року «DB» оголосила про продаж «Arriva», і запросила компанії, зацікавлені в її придбанні, зареєструвати прояви зацікавленості до 3 травня , 
але до середини листопада продаж було призупинено. 

## Операції

### Велика Британія

#### Чинні на 2022

##### Автобуси
«Arriva UK Bus» має під орудою 5900 автобусами у Лондоні, північному сході, північному заході та південному сході Англії, Йоркширі, Мідлендсі та Уельсі.

##### Потяги

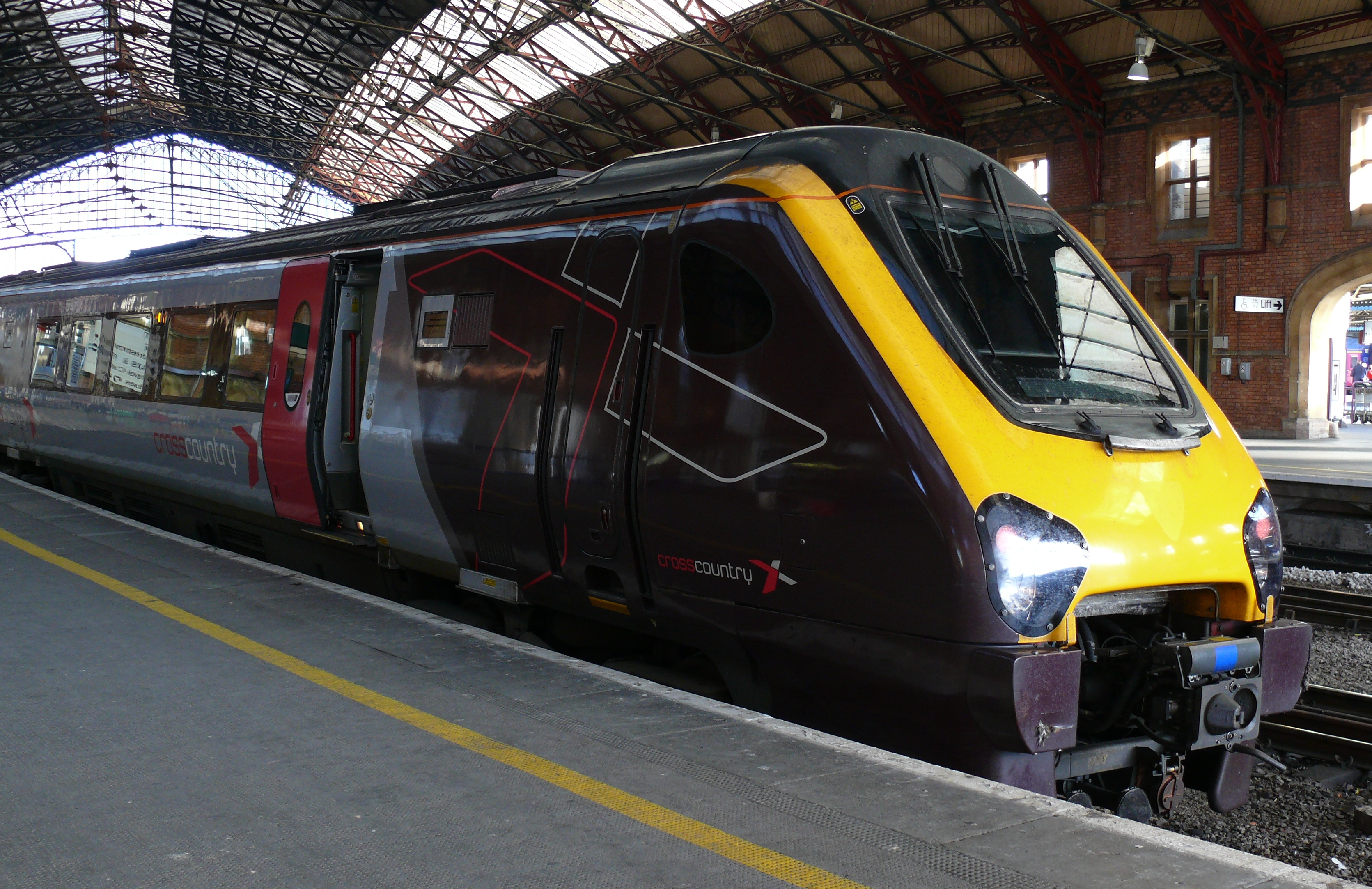
CrossCountry Class 220 Voyager у у жовтні 2010

Після приватизації в 1996 році «Arriva» мала під орудою декілька залізничних франшиз у Великій Британії через свою дочірню компанію Arriva UK Trains. 
Свою першу франшизу компанія здобула у лютому 2000 року. 
На початок 2020-х «Arriva UK Trains» має під орудою декілька компаній, що обслуговують поїзди:
- Arriva Rail London[en]: управляє London Overground, концесія діє до травня 2024 року[20]
- Chiltern Railways[en]: працює на Chiltern Main Line[en], франшиза діє до грудня 2027 року
- CrossCountry[en]: працює на міжміських маршрутах, франшиза діє до жовтня 2023 року[21]
- Grand Central[en]

оператор відкритого доступу з послугами на East Coast Main Line, придбаний у листопаді 2011 року
Arriva TrainCare (раніше LNWR) має під орудою депо технічного обслуговування поїздів у Бристолі, Кембриджі, Крю, Істлі та Ньюкаслі. 

Після покупки «Arriva» «Deutsche Bahn» у серпні 2010 року «Arriva UK Trains» зазнало розширення та перейшла під оруду підрозділу «Deutsche Bahn» DB Regio UK, який складався з Chiltern Railways, метрополітен Тайн-енд-Віру та London Overground.
«Arriva UK Trains» має намір розширити кількість компаній, якими вона управляє, шляхом розвитку операцій з відкритим доступом та успішної участі в торгах на подальші франшизи Міністерства транспорту. 

Alliance Rail Holdings продовжує розробляти нові пропозиції відкритого доступу після відхилення її початкових планів Офісом залізничного регулювання у 2011 році 

В 2011/12 роках заявки «Arriva» на тендер франшиз InterCity West Coast, East Anglia, Essex Thameside і Thameslink були відхилені Міністерством транспорту. 
Після цього провалу «Arriva» публічно критикував урядовий процес попередньої кваліфікації та закликав його скасувати. 
 
Проте згодом Arriva мала допуск до аукціона франшиз Greater Western, Crossrail, Caledonian Sleeper і ScotRail. 

#### Історичні

###### Автобус
- Arriva Scotland West[en] продана McGill's Bus Services у березні 2012 року [12][13]
- Tootbus London[en] продано RATP Group у вересні 2014 року[26]
- Arriva Southern Counties[en] продана Metrobus[en] у 2009 році[27]

###### Потяг
- лютий 2000 — березень 2003 рр Arriva Trains Merseyside[en] керувала міськими залізничними перевезеннями у Мерсісайді.
- березень 1997 — грудень 2004 рр Arriva Trains Northern[en] керувала місцевими залізничними перевезеннями у Північній Англії у рамках франшизи «Regional Railways North East».
- Arriva Trains Wales[en]: керувала більшістю залізничних перевезень в Уельсі, франшиза «Wales & Borders» діяла 7 грудня 2003 — 13 жовтня 2018 рр [28]
- Спільне підприємство London Overground Rail Operations[en] 50/50 з MTR Corporation[en], управляло концесією «London Overground» з листопада 2007 року по листопад 2016 року, тепер управляється «Arriva Rail London»
- Arriva Rail North[en]: працювала 1 квітня 2016 — 29 лютого 2020 рр[29]
- Метрополітен Тайн-енд-Віру працювало з квітня 2010 року по березень 2017 року
- Спільне підприємство Wrexham & Shropshire[en] з відкритим доступом (50% акцій). Сполучення між Рексемом і Лондоном припинилося в січні 2011 року через збитковість [30]

### Данія

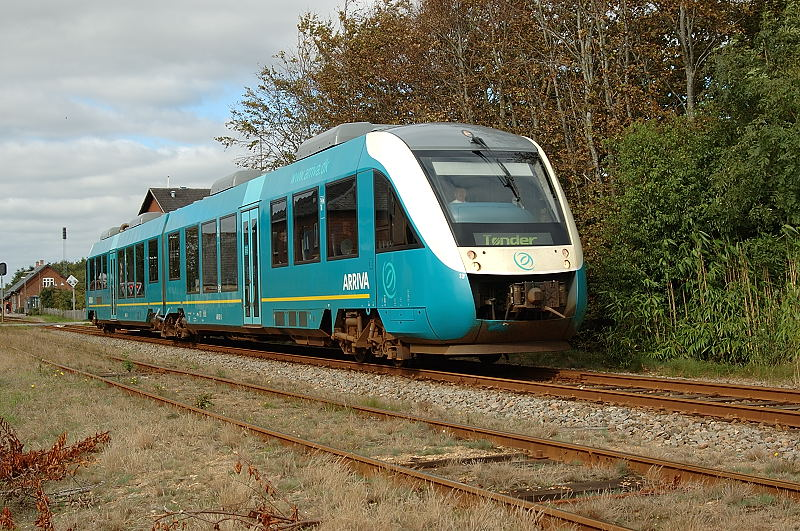
Alstom Coradia LINT у Данії, вересень 2007

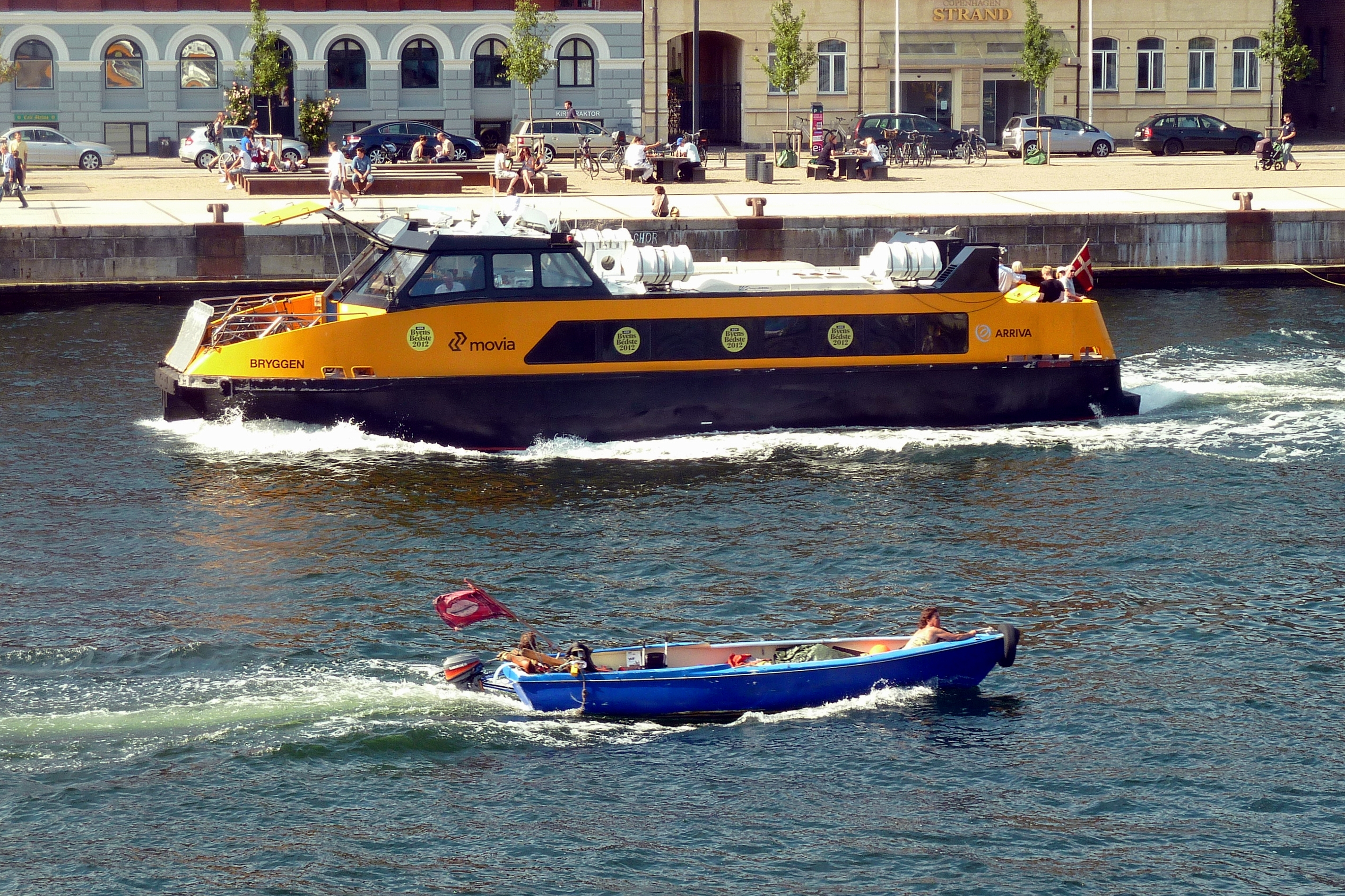
Пором у Копенгагені, серпень 2012

#### Автобус
У вересні 1997 року «Arriva» придбала Unibus. 

У березні 1999 року Arriva Denmark придбала Bus Danmark
 
У квітні 2001 року «Arriva» придбала найбільшого автобусного оператора Данії Combus з 1200 транспортними засобами. 
[50] [51] 
У серпні 2004 року «Arriva» придбала Wulff, що мала автобусні перевезення в Ютландії та Копенгагені . 
 
В 2007 році «Arriva» придбала Veolia Denmark, тоді другого за величиною автобусного оператора Данії з 640 автобусами. 

«Arriva» здійснює 50% автобусних перевезень у Копенгагені та 40% по всій Данії.

#### Потяг
У середині 2002 року Arriva почала працювати на лінії Варде - Норре-Небель. 

У березні 2012 року «Arriva» здобула нову франшизу до червня 2018 року 

В 2003 році «Arriva» почала діяти за восьмирічним контрактом на надання послуг у середній Ютландії. 
У березні 2009 року Arriva здобула нову франшизу до грудня 2018 року. 

Arriva має під орудою 17% данської залізничної мережі. 

#### Водний автобус
В 2000 році «Arriva» почала експлуатувати водні автобуси у гавані Копенгагена.

### Угорщина

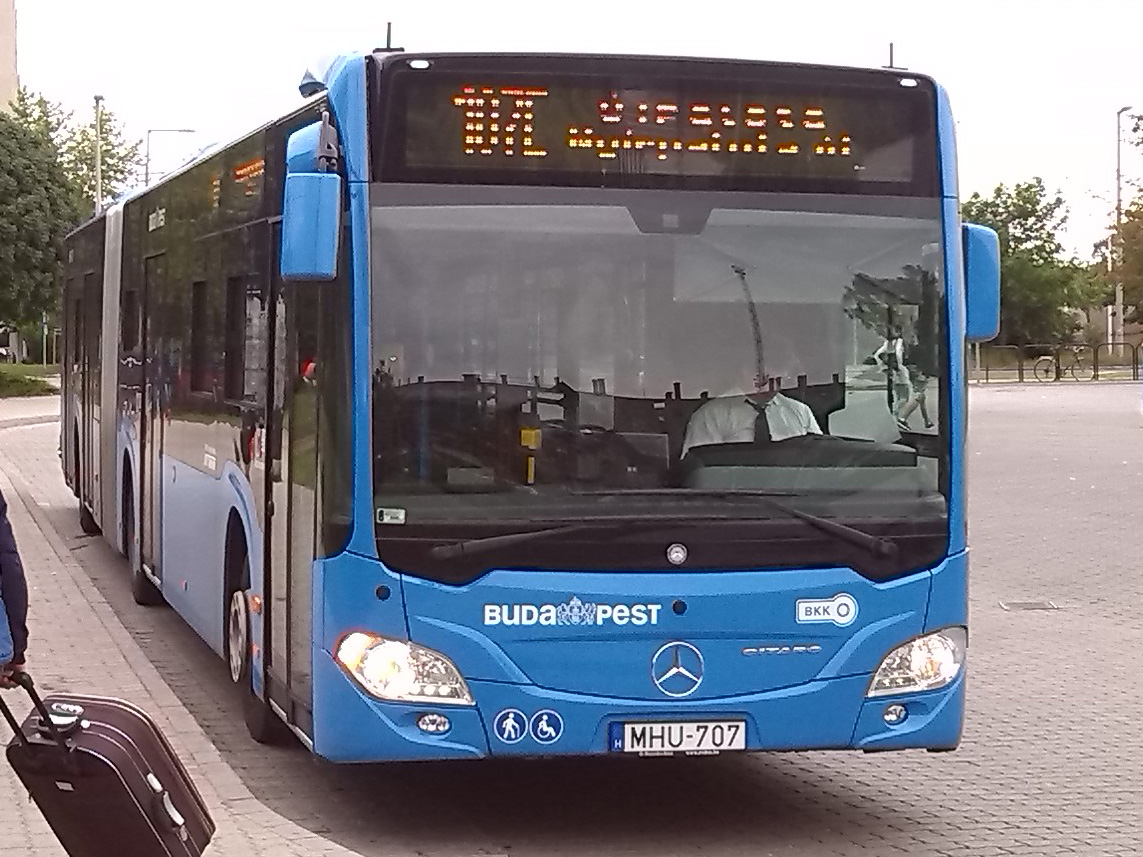
VT Transman Mercedes-Benz O530G Citaro у Будапешті у червні 2013

#### Автобус
У квітні 2008 року «Arriva» придбала 80% акцій Eurobus Invest, найбільшого приватного автобусного оператора Угорщини, який надає послуги в Угорщині та Словаччині. 

В 2009 році Arriva придбала решту 20%. 

Arriva є спільною компанією з Videoton Holding, яка працює як VT Transman.
У травні 2013 року VT Transman розпочала роботу з двома автобусними контрактами в Будапешті на вісім років. 

Це призвело до додавання 150 Mercedes-Benz Citaro до 225 автобусного парку. 
Зараз спільне підприємство працює під брендом VT-Arriva.

### Італія

#### Автобус
У липні 2002 року «Arriva» придбала SAB Autoservizi і SAF - Società Autoservizi Friuli-Venezia Giulia, які працюють у регіонах Ломбардія, Лігурія та Фріулі-Венеція Джулія на півночі Італії. 

У травні 2004 року «Arriva» купила 49% SAF, що мала 500 автобусів розширилася в районі Удіне в регіоні Фріулі-Венеція-Джулія,  
 
та збільшила свою частку до 60% у грудні 2005 року 

У жовтні 2005 року Arriva почала працювати в регіонах П'ємонте і Валле д'Аоста на півночі Італії з 80% акцій SADEM, збільшеними до 100% у 2008 році. 
В 2006 році Arriva придбала 35% акцій Trieste Trasporti, збільшившись у 2007 р. до 40%. 

У червні 2007 року «Arriva» створила спільне підприємство з Ferrovie Nord Milano, щоб придбати 49% 317 автобусів SPT Linea, яке потім було перейменовано в ASF Autolinee. 

В 2008 році вона взяла під контроль SAIA Transporti, що базується у Брешії.

### Хорватія
Поглинання Veolia Transdev у середині травня 2013 року ознаменувало вихід на автобусний транспорт у Хорватії. 

Маючи парк з 600 автобусів і 1400 співробітників Arriva Hrvatska обслуговує 11,7 мільйонів пасажирів на рік.

### Нідерланди
У Нідерландах Arriva Personenvervoer Nederland управляє численними автобусними маршрутами в половині провінцій (не працює у Північній Голландії, Утрехті та Зеландії). Крім того, його дочірня компанія NoordNed разом з голландською залізничною компанією NS (Nederlandse Spoorwegen) здобула концесію на залізничні лінії на північному сході країни (провінції: Гронінген , Фрісланді), включаючи транскордонну залізницю Лер – Гронінген. 
В 2003 році «Arriva» здобула 100% акцій консорціуму. 
Arriva також експлуатувала залізницю Дордрехт — Гельдермальсен в 2007 — 2018 рр. 
У грудні 2016 року «Arriva» впочала обслуговувати всі автобусні перевезення та низку залізничних ліній у провінції Лімбург , включаючи транскордонний регіональний експрес LIMAX (також відомий як RE 18) між Герцогенратом і Герленом. 
З 27 січня 2019 року лінія курсує до головного вокзалу Аахена з німецької сторони та до Маастрихта з боку Нідерландів. 
Використовується Stadler FLIRT. 
В 2015 році «Arriva» замовила 226 нових автобусів. 

Залізничний парк має є 99 Stadler GTW і 36 Stadler FLIRT потягів в експлуатації. 
В 2017 році було замовлено 18 нещодавно розроблених Stadler WINK. 

### Польща
У Польщі «Arriva» працювала лише на регіональному залізничному транспорті до середини травня 2013 року разом зі своєю дочірньою компанією Arriva RP. Відтоді, через поглинання Veolia Transdev, автобусні послуги також здійснюють на півночі та півдні країни (1300 співробітників і 840 транспортних засобів).

### Португалія
«Arriva» увійшла на ринок перевезень Португалії в 2000 році шляхом придбання на північному заході. 
На початок 2020-х «Arriva» також працює в районі столиці Лісабон, включаючи частку в найбільшій португальській транспортній компанії «Barraqueiro Transportes». 

Transportes Sul do Tejo повністю належить групі. 

Маючи 5800 співробітників «Arriva Portugal» є найбільшим підрозділом Arriva на материку.

### Швеція
У Швеції «Arriva Sweden» 

з літа 2007 року обслуговує регіональні потяги Pågatågen у Сконе на півдні країни. 
З березня 2009 року компанія під брендом SL обслуговує автобусні маршрути у районі Мерста та на островах Меларен.
З 2010 року «Arriva» обслуговує регіональні залізничні лінії Östgötapendeln у регіоні Естерйотланд. 
У серпні 2012 року компанія також перебрала автобусні та залізничні послуги в столиці Стокгольмі. 
Договір укладено на 12 років. 

Станом на січень 2013 року Arriva Sverige обслуговує три маршрути Roslagsbanan. 

Значні початкові проблеми з рухом у Стокгольмі та пов’язані з цим високі штрафи – найвищі штрафи, що будь-коли стягувалися у шведському місцевому транспорті – призвели до того, що Arriva Sverige зазнала збитків у розмірі 326 мільйонів шведських крон (35,3 мільйона євро) в 2013 році і могла бути врятована від банкрутства лише завдяки субсидія від власника DB. 

### Сербія

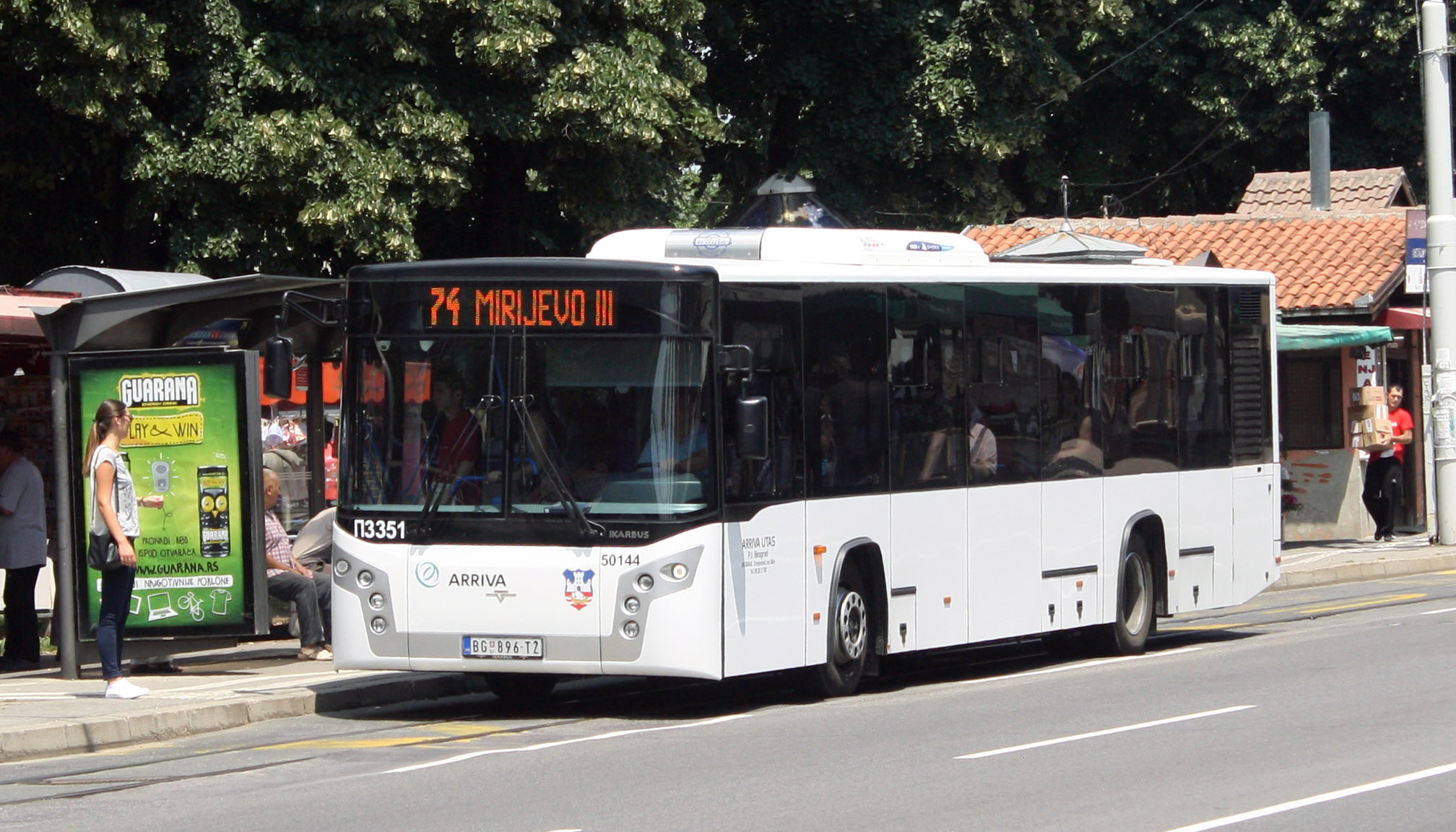
Автобус Arriva Ikarbus IK 112 у Белграді.

У травні 2013 року «Arriva» вийшла на автобусний ринок Сербії, купивши Veolia Transport із 250 автобусами. 

У січні 2015 року «Arriva» розпочала автобусне сполучення в Ніші з 33 автобусами. 

### Словаччина
У липні 2008 року «Arriva» вийшла на словацький ринок автобусів, купивши 80% акцій «Eurobus Invest». 

У липні 2015 року вона придбала «SAD Liorbus» і «SAD Trnava». 

Автобусні послуги надаються під брендом «Arriva Express». 

Станом на листопад 2016 року в «Arriva» працювало 2390 осіб і було 1335 автобусів. 

Пізніше Arriva також купила автобусні компанії «Veolia transport Nitra», 

«SAD Nové Zámky», 

«SAD Michalovce». 
м

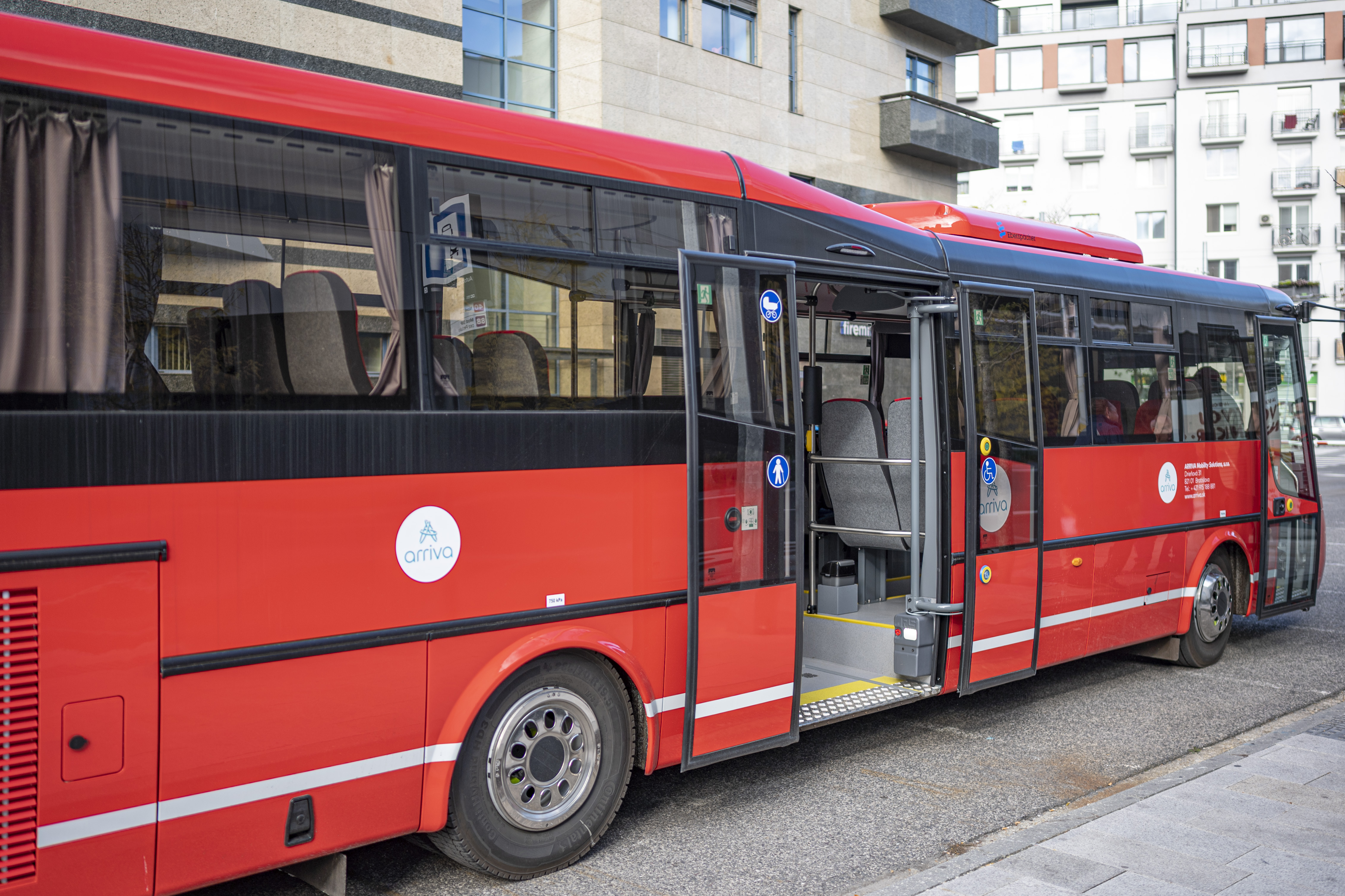
Автобус «Arriva SOR» у Братиславі

В 2021 році «Arriva» виграла 10-річний контракт на експлуатацію регіональних автобусів «IDS BK» у Братиславській області через свою дочірню компанію «Arriva Mobility Services sro» 

### Словенія
У травні 2013 року «Arriva» вийшла на словенський автобусний ринок, купивши «Veolia Transport Central Europe» з 270 автобусами. 

### Іспанія
У липні 1998 року «Arriva» придбала «Ideal Auto Sociedad Anónima» (IASA), а у вересні 1999 року — «Transportes Finisterre», обидва у Галісії. 

Їхні послуги охоплюють три з чотирьох провінцій регіону: Ла-Корунья , Луго та Оренсе , включаючи частину відомого маршруту паломництва Сантьяго. 
У січні 2002 року «Arriva» почала працювати на Майорці, купивши «Autocares Mallorca» і «Bus Nord». 

«Arriva» працює у північній і західній частинах острова, сполучаючи столицю Пальма — з містами Сольєр, Інка і Алькудія.
В 2007 році «Arriva» придбала «Autocares Fray Escoba» і «Esfera» в Мадриді. 
У липні 2008 року «Arriva» придбала «Empresa de Blas y Cia», що управляє маршрутами між Мадридом і південно-західними містами метрополійного регіону (Алькоркон , Мостолес , Вільявісіоса-де-Одон , Навалькарнеро ...), а також між цими містами. 